# Troop (muziek)
Het woord trope heeft in de muziek twee betekenissen:
- In de Middeleeuwen: een fragment waarin tekst wordt geplaatst op een melismatische passage.
- In de 20e eeuw: een atonale toonleer

## Middeleeuwen
Een troop (of ook trope) is een term uit de middeleeuwse muziek die verscheen in de 9e eeuw. Het betreft een gezang dat muzikaal op een oud (gregoriaans) gezang is gebaseerd, maar een andere tekst heeft gekregen, meestal om de zangbaarheid voor het volk te verbeteren: lange melismen op één lettergreep zijn moeilijker te onthouden dan een syllabische tekst.
Men onderscheidt twee soorten tropen:
- De tekstuele trope bestaat uit een gezang waar noot voor noot een nieuwe tekst werd opgezet, vaak om de melismatische tekstzegging in bv. het Kyrie te vervangen door een gemakkelijkere syllabische tekstzegging.
- Bij de tekstueel-muzikale trope wordt het oorspronkelijke gezang uitgebreid met nieuwe muziekfragmenten en een nieuwe tekst. Zo worden de Introïtusgezangen vaak uitgebreid tot een soort liturgisch drama.

De sequentia, een andere middeleeuws genre, was oorspronkelijk een trope op de alleluia-jubilus.

## 20e eeuw
In bepaalde types van atonale en seriële muziek is een trope een ongeordende verzameling van 6 verschillende noten. Dat laat in het octaaf nog 6 andere tonen over, die op zich ook weer een trope kunnen vormen. Deze tropische techniek werd ontwikkeld door Josef Matthias Hauer, maar werd overschaduwd door de dodecafonie van Arnold Schönberg.